# 紀元前144年
紀元前144年（きげんぜん144ねん）は、ローマ暦の年である。

## 他の紀年法
- 干支 : 丁酉
- 日本
  - 開化天皇14年
  - 皇紀517年
- 中国
  - 前漢 : 景帝中元6年
- 朝鮮
  - 檀紀2190年
- 仏滅紀元 : 401年
- ユダヤ暦 : 3617年 - 3618年

## できごと

### ローマ
- ローマ水道の1つマルキア水道が建設された。

### パルティア
- パルティアがバビロニアを獲得した。